# Луций Папирий Крас (консул 336 пр.н.е.)
Вижте пояснителната страница за други личности с името Луций Папирий Крас.
Луций Папирий Крас IV (на латински: Lucius Papirius Crassus; * 375 пр.н.е.; † след 325 пр.н.е.) e политик на Римската република през 4 век пр.н.е.

## Произход
Произлиза от патрициианската фамилия Папирии, клон Крас. Вероятно е син на Луций Папирий Крас (трибун 368 пр.н.е.) и брат на Марк Папирий Крас (диктатор 332 пр.н.е.).

## Политическа кариера
През 340 пр.н.е. Крас е претор. Тогава за трети път консул е Тит Манлий Империоз Торкват, който е избран за диктатор след връщането му от Втората Латинска война и победата му против латините. Понеже Манлий се разболял за предстоящата битка против анцианите, а вторият консул Публий Деций Муз е убит, Манлий прави Луций Папирий Крас диктатор.
Луций Папирий Крас назначава за началник на конницата Луций Папирий Курсор. Той напада територията на анцианите, където е няколко месеца без някакви успехи.
През 336 пр.н.е. Луций Папирий Крас е консул с Кезо Дуилий. Те се бият в Калес против аврунките. През 330 пр.н.е. той е отново е консул с Луций Плавций Венон и води война с победа против въстаналите от Привернум с вожд Марк Витрувий Вак.
През 325 пр.н.е. Крас е magister equitum на диктатор Луций Папирий Курсор, който го прави praefectus urbi (градски префект на Рим). През 318 пр.н.е. той е цензор заедно с Гай Мений.